# Priapulopsis bicaudatus
Espèce
Synonymes
- Priapulus bicaudatus Danielssen, 1868
- Priapulopsis typicus Koren & Danielssen, 1875
- Priapuloides bicaudatus de Guerne, 1888
- Priapulus atlantisis Sanders & Hessler, 1962

Priapulopsis bicaudatus  est une espèce de vers marins de l'embranchement des Priapulida de l'océan Arctique.